# 国际大屠杀纪念联盟
国际大屠杀纪念联盟( IHRA )（2013 年 1 月之前称为大屠杀教育、纪念和研究国际合作工作组或ITF ） 是一个成立于 1998 年的政府间组织，它联合各国政府和专家来促进世界范围内的大屠杀教育、研究和维持纪念，并履行斯德哥尔摩论坛中达成的承诺。  IHRA 有 34 个成员国、  1 个联络国和 7 个观察员国。 
该组织由时任瑞典首相约兰·佩尔松于 1998 年创立。 2000年1月26日至28日，斯德哥尔摩大屠杀国际论坛举行，来自四十多个国家的首脑和官员齐聚一堂，会见平民、宗教领袖、幸存者、教育家和历史学家。由 诺贝尔奖获得者埃利·维瑟尔担任论坛名誉主席，Yehuda Bauer教授担任论坛高级学术顾问。 
IHRA 开展内部项目，在与大屠杀有关问题的公共政策制定上寻求共识，并在大屠杀更为鲜见的方面开展研究。 IHRA 于 2016 年通过了《反猶太主義的現行定義》并予以推广。 IHRA曾被批评，被指其定义将对以色列或犹太复国主义的批评与反犹太主义混为一谈。